# Szamogitia

Szamogitia címere

Szamogitia más néven Samaitia, Szamogétföld a mai Žemaitia történelmi neve, ami Litvánia Balti-tengermelléki történelmi területe.
A lakóit a neve után hívták szamogitoknak, vagy szamogétoknak. A szamogit törzsek a középkorban önálló, Litvániától bizonyos különállást élvező államalakulatot képeztek. Gyakori háborúkat vívtak más litván törzsekkel, valamint a velük rokon poroszokkal délen, míg északon a szintén balti kurokkal és lettekkel. A velük szomszédos lett Szemigalliával (Zemgale) viszont szoros szövetségi viszonyban álltak.
A szamogitok voltak a legharciasabb litvánok, s ellenálltak a kereszténység felvételének. Még a 15. században is saját vallásukat követték, a maguk törzsi viszonyai között.

A 13. század elején északon önállóságukat a Kardtestvérek rendje nevű német keresztes lovagrend veszélyeztette, amely a "pogány" balti népek leigázására törekedett. 1236-ban összefogva a szemigallokkal döntő vereséget mértek a kardtestvérekre a saulei csatában. A rendet ezután csak a Német Lovagrenddel való egyesülés mentette meg a teljes összeomlástól.

A német lovagok a poroszokat hódították meg a 13. században és arra törekedtek, hogy a livóniai területekkel szárazföldi összeköttetést teremtsenek. Ezért a német lovagok a 14. században igyekezték elfoglalni Litvániát is, legfőképp Szamogitiát, de nem jártak eredménnyel.
1404-ben a rendnek sikerült alávetnie Szamogitiát, ami azonban fellázadt a lovagok ellen és az egyesült lengyel-litván sereg oldalán részt vett a grünwaldi csatában.
A terület aztán egészen a 18. századig Litvániához, azon belül a Lengyel-Litván Birodalomhoz tartozott. Stratégiai adottságai miatt az évszázadok során még számos más idegen had csatározott a területén, így például oroszok, svédek, vagy tatárok.